# Lepkościomierz Redwooda
Lepkościomierz Redwooda – rodzaj lepkościomierza porównawczego stosowanego głównie w Wielkiej Brytanii, w którym podstawą pomiaru lepkości względnej jest czas wypływu płynu przez kalibrowaną kapilarę umieszczoną w dolnej części zbiornika pomiarowego o pojemności 50 cm³. Dla zapewnienia wymaganej temperatury zbiornik jest termostatowany. Istnieją dwa rodzaje lepkościomierzy Redwooda, dla tego rozróżnia się też dwa rodzaje sekund Redwooda: sekundy Redwooda handlowe i sekundy Redwooda Admirality.
Na podobnej zasadzie działają lepkościomierze Englera i Saybolta.